# Hans-Heinz Parry
Hans-Heinz Parry (Pseudonym für Willy Hans-Heinz Parry-Drixner, weitere Pseudonyme: Harry Dreyer, Will Drixner, Jim Jerry, Percy Parry, Willy Parry-Dreyzehner, Willy Parry-Drixner, Hans Heinz Peters; * 2. Dezember 1904 in Gröningen, Kreis Oschersleben; † 19. Oktober 1977 in Stuttgart) war ein deutscher Schriftsteller.

## Leben
Über Hans-Heinz Parrys Leben liegen wenig Informationen vor. Nach eigenen Angaben soll er im Jahr 1942 den Staatspreis des Reichskulturministeriums erhalten haben. Er war als Dramaturg und nach dem Zweiten Weltkrieg als Verlagslektor und Werbeberater tätig und lebte in Kornwestheim bei Stuttgart. In den Fünfziger- und Sechzigerjahren veröffentlichte er eine große Anzahl von Unterhaltungsromanen. Parry war auf dem Gebiet des Wildwest-, des Abenteuer- und Science-Fiction-Romans tätig; seine Werke erschienen teilweise als Leihbuch, teilweise als Heftromane. Auch einzelne Jugend- und Ratgeberbücher zählen zu seinem Werk.

## Werke
- Abenteuer in den Tropen, Reutlingen 1949
- Der Fall Kössel, Ulm 1950
- Die Geheimagentin, Ulm 1950
- In der Hölle von Guayana, Eulenthal üb. Siegburg 1950
- Der Wolf von Arizona, Düsseldorf 1951
- Duell in den Bergen, Ravensburg 1952
- Das große Opfer, Rosenheim/Obb. 1952
- Jagd auf Wild Boy, Düsseldorf 1952
- Panik auf der Kellard Ranch, Düsseldorf 1952
- Spiel mit der Todeskarte, Düsseldorf 1952
- Erbschleicher am Columbia River, Goslar 1953 (unter dem Namen Percy Parry)
- In letzter Sekunde, Goslar 1953
- Red Cloud - der Schrecken von Montana, Goslar 1953
- Die Teufelsranch, Goslar 1953
- Der Texas-Vampir, Goslar 1953
- Todesfahrt nach Kansas City, Goslar 1953
- Blutige Rache, Rastatt/Baden 1954
- Gehetzt und gejagt, Rastatt/Baden 1954
- Der Herr der Unterwelt, Goslar 1954 (unter dem Namen Percy Parry)
- Der Schrecken von Texas, Rastatt/Baden 1954 (unter dem Namen Jim Jerry)
- Tal des Todes, Hannover 1954
- Unter Kopfjägern am Amazonas, Hannover 1954
- Abenteuer mit Bessy, Marl-Hüls 1955
- Auf Tierfang in Sumatra, Hannover 1955
- Bimbo wird entführt, Göttingen 1955
- Buffalo Bill, Hannover 1955 (unter dem Namen Will Drixner)
- Drei müssen sterben, Iserlohn 1955 (unter dem Namen Percy Parry)
- Es gab kein Entrinnen, Wuppertal-Barmen 1955 (unter dem Namen Percy Parry)
- Der geheimnisvolle Reiter, Rastatt/Baden 1955
- Großalarm in Chicago, Wuppertal-Barmen 1955
- Henris Flucht von der Teufelsinsel, Hannover 1955
- Kurier aus dem Weltall, Hannover 1955 (unter dem Namen Harry Dreyer)
- Ein Mörder geht um, Wuppertal-Barmen 1955
- Raubmord im Colorado-Express, Wuppertal-Barmen 1955
- Die roten Reiter im Lincoln Valley, Rastatt/Baden 1955
- SOS - Atombombe!, Hannover 1955 (unter dem Namen Harry Dreyer)
- Stampede des Todes, Rastatt/Baden 1955
- Der Tod saß in der Loge, Wuppertal-Barmen 1955
- Überfall auf den Denver-Express, Rastatt/Baden 1955
- Von Wölfen verfolgt, Köln 1955
- Dämonen, Durst und Heuschrecken, Hannover [u. a.] 1956
- Im Netz der schwarzen Spinne, Wuppertal 1956
- Die Presto-Bande, Hannover 1956
- Die Schiffbrüchigen, Wuppertal 1956
- Weiße Banditen und rote Teufel, Rastatt/Baden 1956
- Der Würger von Arizona, Hannover 1956
- Bote einer fremden Welt, Rastatt (Baden) 1957
- Pakt mit dem Teufel, Hannover 1957
- Der schwarze Teufel, Hannover 1957
- Todesflug nach Kalkutta, Wuppertal 1957
- Tom Mix und der Erpresser mit der Todesnadel, Hannover 1957
- Unter Kannibalen am Kongo, Wuppertal 1957
- Zwischen Stromschnellen und Giftpfeilen, Rastatt 1957 (unter dem Namen Hans Heinz Peters)
- Der bleiche Tod, Bad Pyrmont 1958
- Der Colt verriet ihn, Wuppertal-Barmen 1958 (unter dem Namen Percy Parry)
- Der Geistersucher, Bad Pyrmont 1958
- Der Herr der Berge, Bad Pyrmont 1958
- In den Krallen des Todes, Hannover 1958
- Kasir, der König der Banditen, Bad Pyrmont 1958
- Das Meer-Ungeheuer, Bad Pyrmont 1958
- Der Menschenfeind, Bad Pyrmont 1958
- Die Raubkarawane, Bad Pyrmont 1958
- Der Schatten des Teufels, Bad Pyrmont 1958
- Schüsse aus dem Hinterhalt, Hannover 1958
- Das Testament des Abenteurers, Bad Pyrmont 1958
- Eine verwegene Flucht, Bad Pyrmont 1958
- Die Geisterranch, Hannover 1959
- Der Gespensterreiter, Wuppertal 1959 (unter dem Namen Percy Parry)
- Der glitzernde Tod, Wuppertal 1959 (unter dem Namen Percy Parry)
- Der Killer von Texas, Wuppertal-Barmen 1959 (unter dem Namen Percy Parry)
- Pik-As bringt den Tod, Hannover 1959
- Blutige Abrechnung, Wuppertal 1960 (unter dem Namen Percy Parry)
- Geheimnis einer Nacht, Wuppertal 1960
- Jim rechnet ab, Rastatt/Baden 1960 (unter dem Namen Percy Parry)
- Steckbrief gegen Starwell, Wuppertal 1960
- Der Einsiedler von Sherman, Hannover 1961 (unter dem Namen Percy Parry)
- Springflut über Tarbur, Hannover 1961
- Der Teufel von Chicago, Berlin 1961
- Zuletzt entschied die Kugel, Rastatt/Bd. 1961 (unter dem Namen Percy Parry)
- Es ging um eine Million Dollar, Wuppertal 1962
- Das Narbengesicht, Wuppertal 1962
- Wasser für El Wida, Hannover 1962
- Harras, Lengerich/Westf. 1963
- Schakale der Wüste, München 1963 (unter dem Namen Percy Parry)
- Der Unheimliche, Wuppertal 1963
- Der Würger trat aus dem Nebel, Wuppertal 1963
- Bills Freund, München 1964 (unter dem Namen Percy Parry)
- Die Vergeltung des Tibsaki, Hannover 1964
- Es geschah um Mitternacht, Wuppertal 1965
- Der  große Coup, Wuppertal 1965
- Pakt mit dem Tode, Feucht 1966
- Ohne Ärger leben, Landsberg am Lech 1974
- Überall beliebt sein, Landsberg am Lech 1975